# Esquadrão N.º 42 da RAAF
O Esquadrão N.º 42 foi um esquadrão da Real Força Aérea Australiana (RAAF) durante a Segunda Guerra Mundial. Formado em Junho de 1944, realizou missões de lançamento de minas aquáticas e patrulhamento marítimo na zona das Índias Orientais Holandesas entre Agosto de 1944 até ao final da guerra. No início de 1945, também realizou operações no sul da China. Depois da rendição japonesa, o esquadrão realizou missões de transporte aéreo e reconhecimento, até ser dissolvido em Novembro de 1945.